# Bardunovia
Bardunovia là một chi rêu trong họ Plagiotheciaceae.